# Stocksunds värdshus

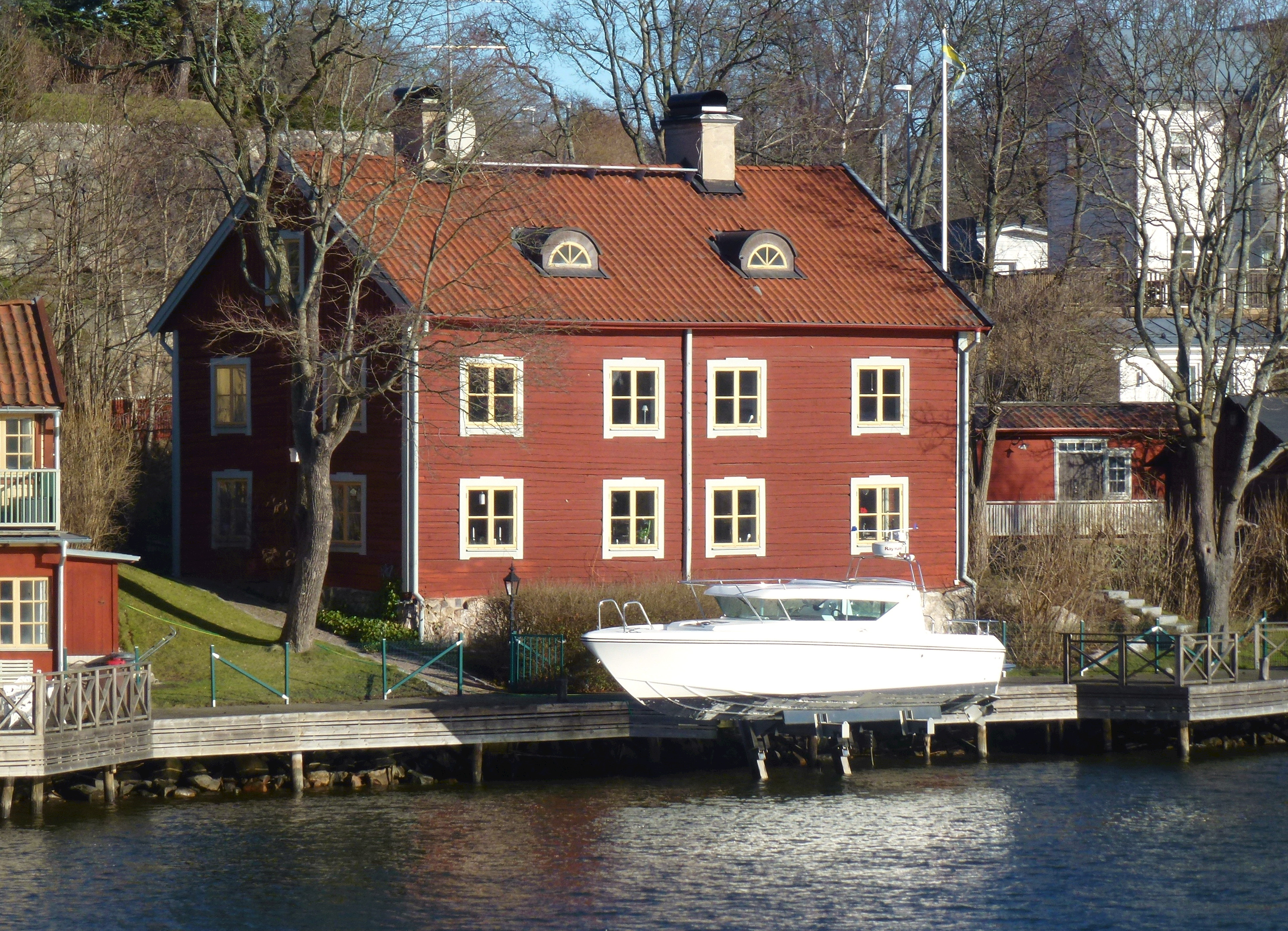
Gamla Stocksunds värdshus, februari 2014.

Stocksunds värdshus står i kvarteret Värdshuset vid Stocksundsbrons gamla brofäste med adress Bengt Färjares väg 2A i Stocksund, Danderyds kommun. Värdshuset byggdes mellan 1814 och 1816. Rörelsen upphörde 1938 och idag finns bostäder i huset. Området kring det gamla värdshuset med krog och brovaktarstuga präglas av väg- och järnvägshistorik och är enligt Danderyds kommun av stort kulturhistoriskt intresse.
Numera används namnet Stocksunds wärdshus av en restaurang på Stockholmsvägen 45 A i Stocksunds centrum.

## Historik

### Allmänt

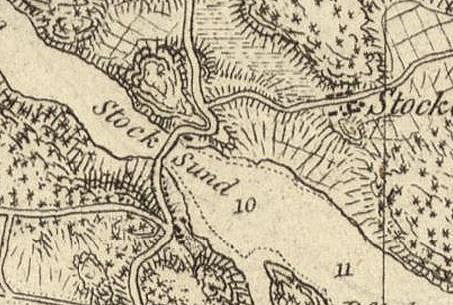
Värdshuset på en karta från 1817.

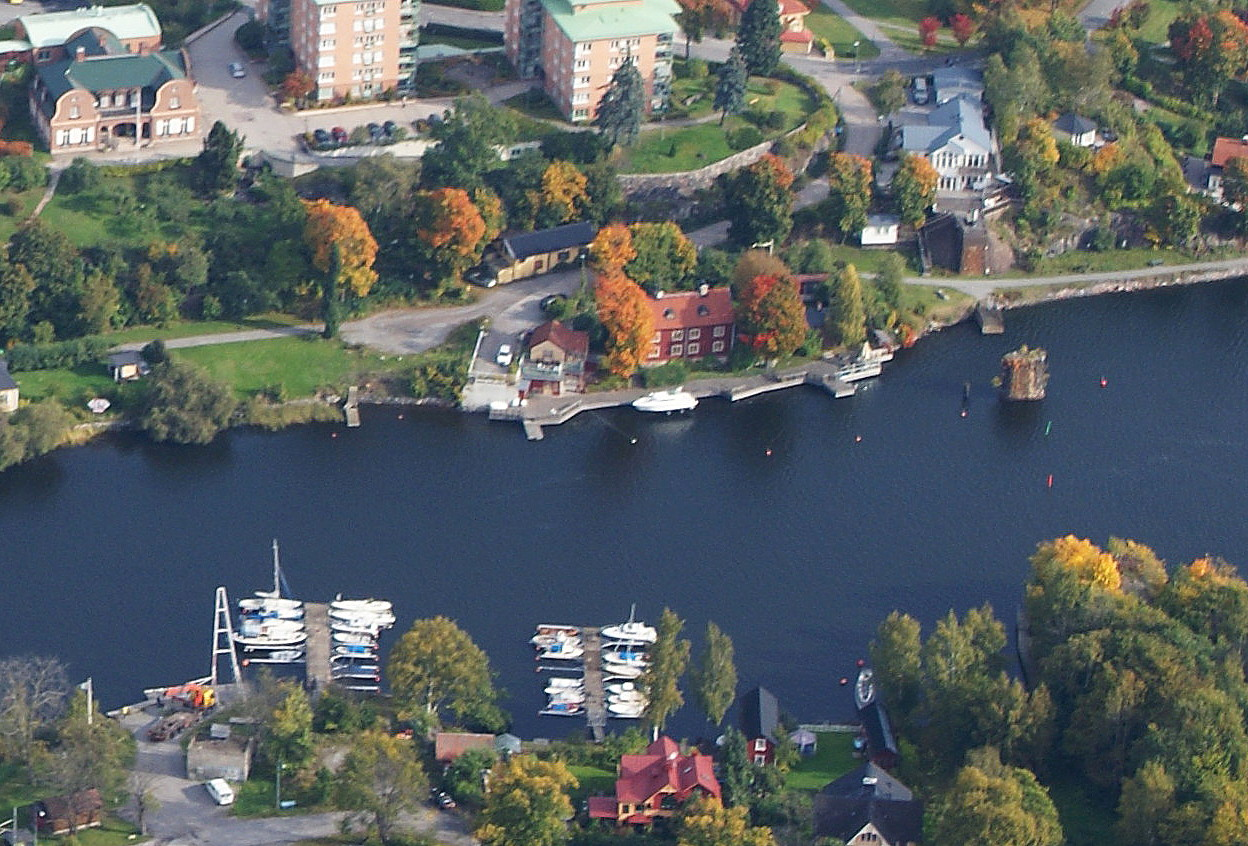
Området från luften 2012.

Området vid Stocksundet och södra delen av Bengt Färjares väg präglas av en sammanhållen kulturhistorisk miljö med anknytning till väg- och järnvägstrafik (Roslagsbanan, särskilt den tidigare platsen för Stocksunds station). I trakten finns rester av gamla landsvägen mellan Roslagen och Stockholm, norra brofäste efter vägbron som uppfördes 1825/26 och revs 1957/58 samt norra brofäste efter Stocksunds järnvägsbro som stod klar 1885 och revs 1998. Kvar står även byggnaden från 1816 som en gång var Stocksunds värdshus, brovaktarstugan från 1789 samt en del av Stocksundsbros krog från 1788.

### Brovaktarstugan och Krogen Stocksundsbro
De äldsta kvarvarande byggnaderna  i området är  brovaktarstugan och före detta Krogen Stocksundsbro byggda 1788 eller 1789. Vaktstugan bestod av två rum och ett kontor. Brotaxan över Stocksundet uppgick 1873 till ett öre för gående, nio öre för vagnar och slädar  och för en öppning av vindbron fick skepparen betala 19 öre. År 1909 kostade bropassagen för en automobil nio öre.
Krogen Stocksundsbro hade ett dåligt rykte med hög konsumtion av brännvin, misshandel och allmänt fyllebråk. I ett anonymt brev berättade en resande att han ”ryste när han måste passera detta ohyggliga ställe”. I slutet av 1800-talet bedrevs det lanthandel i krogbyggnaden med hela sockens invånare som kundkrets. Mellan 1945 och fram till 2010 fanns en bilverkstad i lokalen.

### Värdshuset
Den kvarvarande värdshusbyggnaden i rödmålat liggtimmer och två våningar uppfördes 1814-1816, troligen för att höja standarden på det skamfilade kroglivet vid bron. I värdshusets nedre våning  låg tre rum, en sal och fyra kontor och på den övre våningen fanns fyra rum och en sal. Väggarna hade målade papperstapeter som var klistrade direkt på timmerväggarna. När nya vägbron uppfördes 1825/26 fick brons ingenjör, kapten mekanikus Olof Forsgren, bo i värdshuset medan större delen av arbetsstyrkan, som kom från Dalarna och Värmland, inhystes i krogbyggnaden. Forsgren klagade mycket över det omåttliga supandet av sina dalkarlar och begärde att krogen skulle stängas så länge brobygget pågick, så skedde dock inte.
Mellan 1916 och 1935 fanns ett café i byggnaden med namnet Café Stocksundsbro och lokalen användes även för politiska möten. I och med att en ny, hög bågbro invigdes 1936 och den gamla bron enbart användes för gång- och cykeltrafik förlorade området sin betydelse och värdshuset sina kunder. Rörelsen upphörde slutligen 1938. Byggnaden som ägdes av kommunen restaurerades på 1980-talet och fick sitt ursprungliga utseende tillbaka. 1995 sålde kommunen huset som innehåller idag privatbostäder. Fastigheten Värdshuset 1 betecknas i Kulturmiljöhandbok för Danderyds kommun (2003) som ”värdefull” och omfattas av q-bestämmelser i gällande detaljplan.

## Historiska bilder

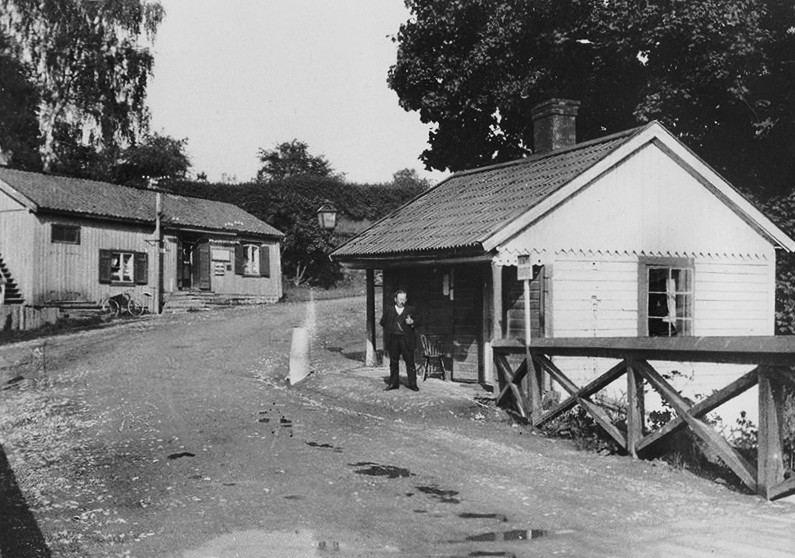
Landsvägen, brovaktarstugan och handelsbod (i bakgrunden), 1911.
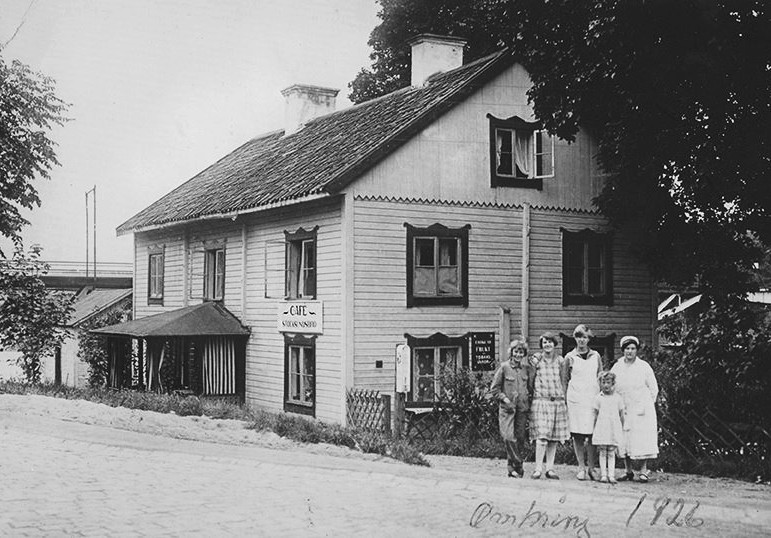
Café Stocksundsbro, 1926.
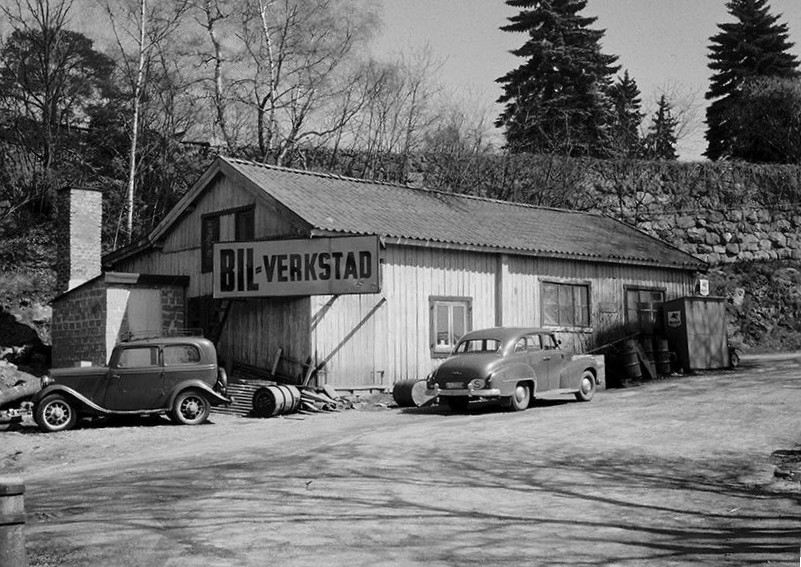
F.d. Stocksunds krog, här som bilverkstad, 1950-tal.
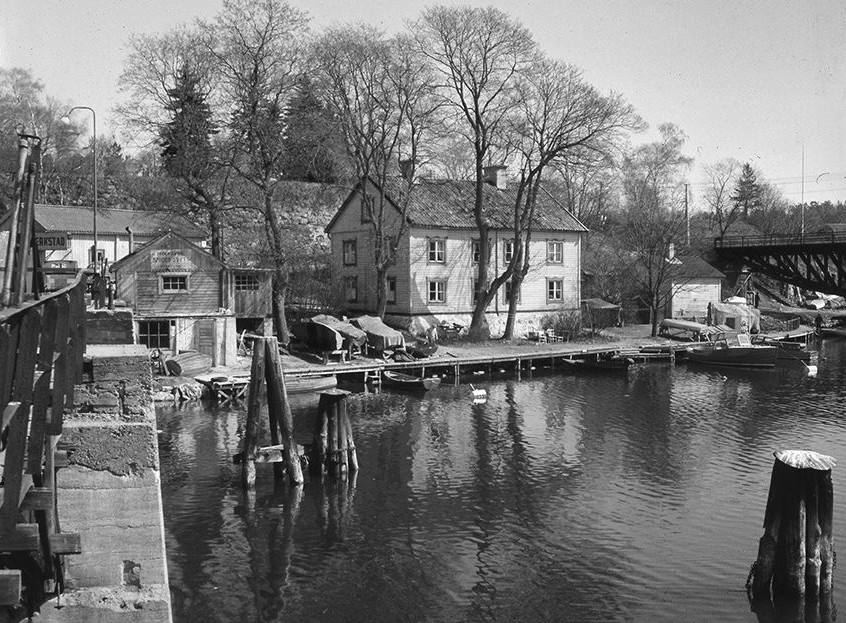
F.d. Stocksunds värdshus, 1950

## Nutida bilder

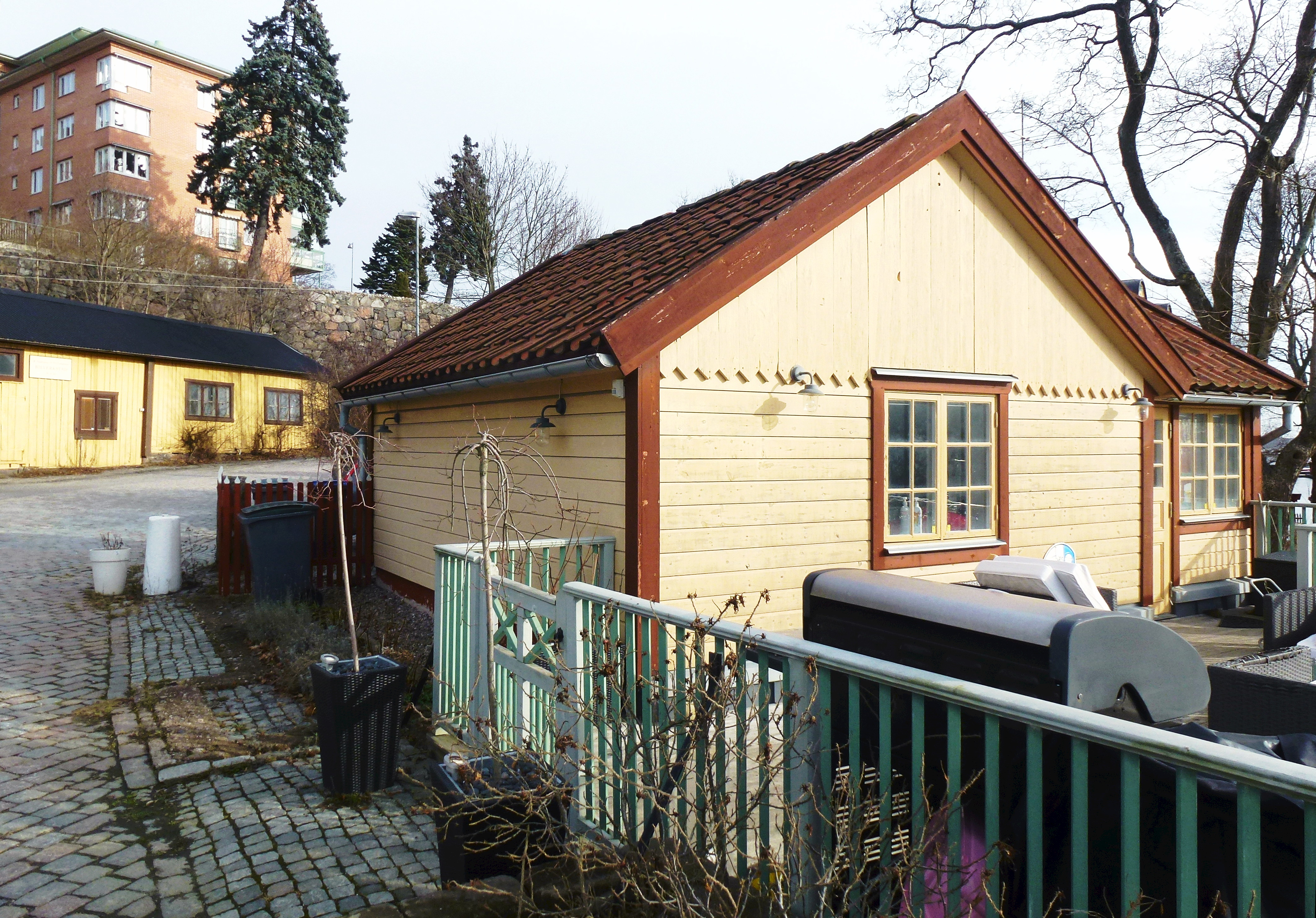
F.d. brovaktarstugan
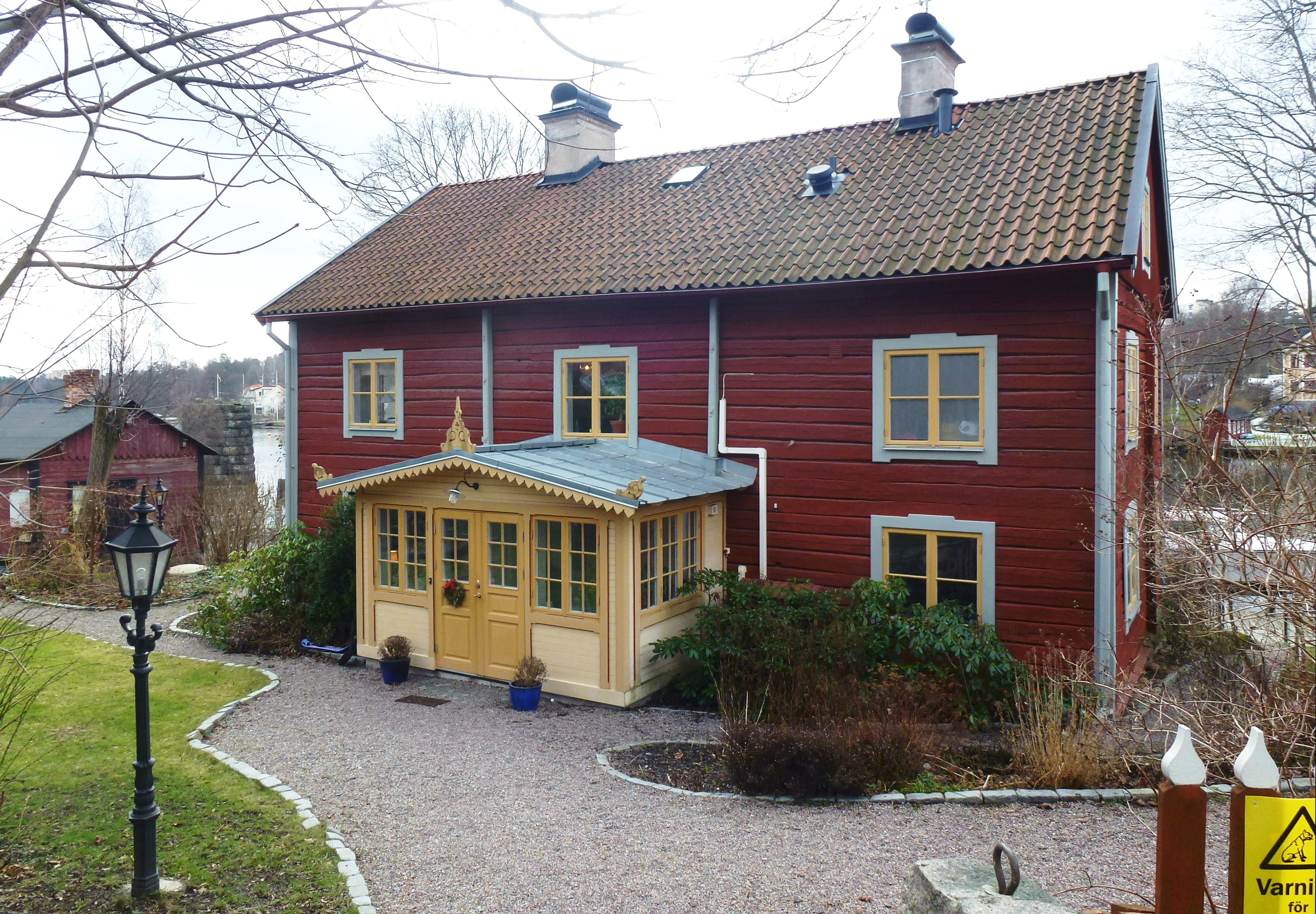
F.d. Stocksunds värdshus
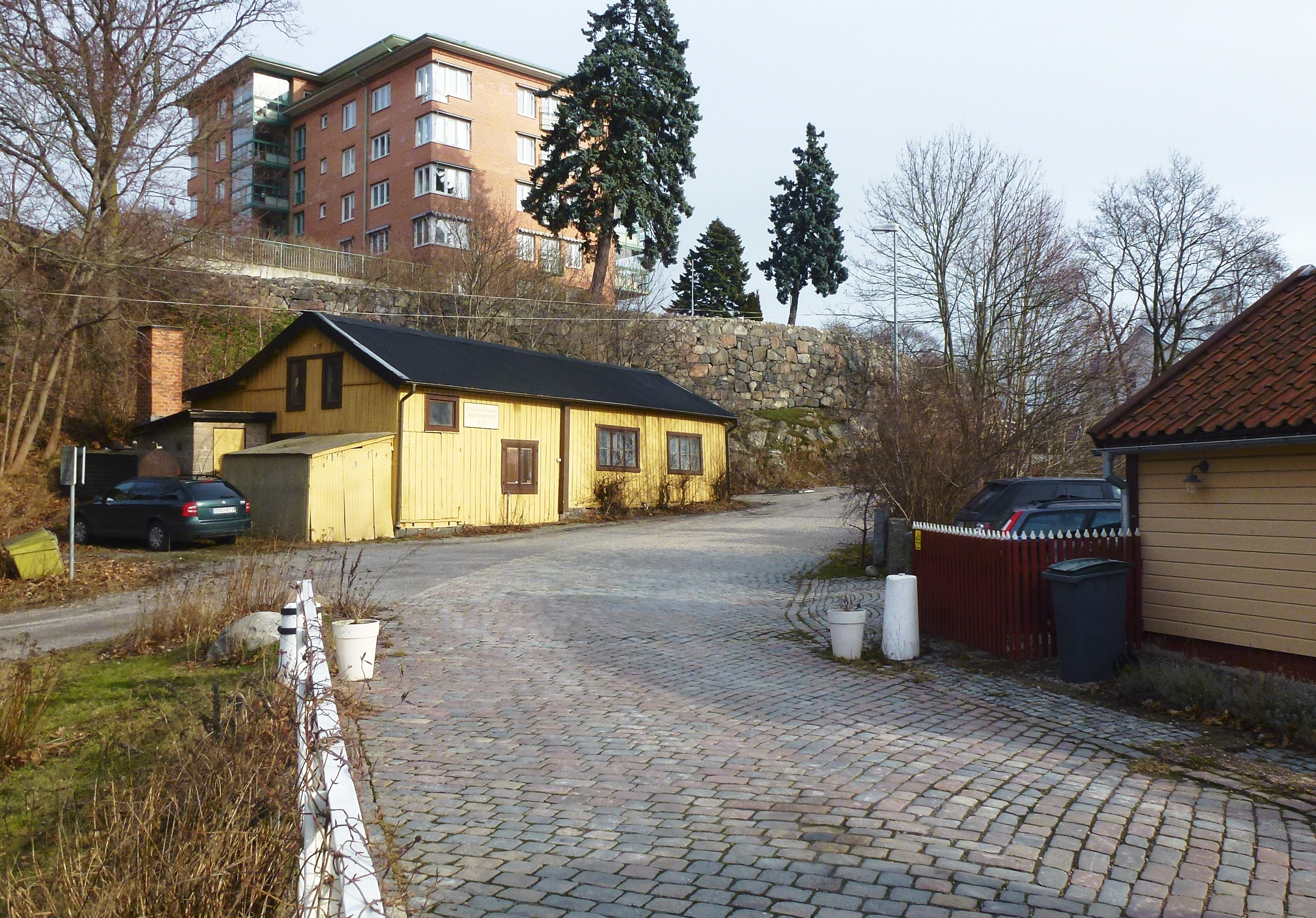
F.d. Stocksunds krog och landsvägen
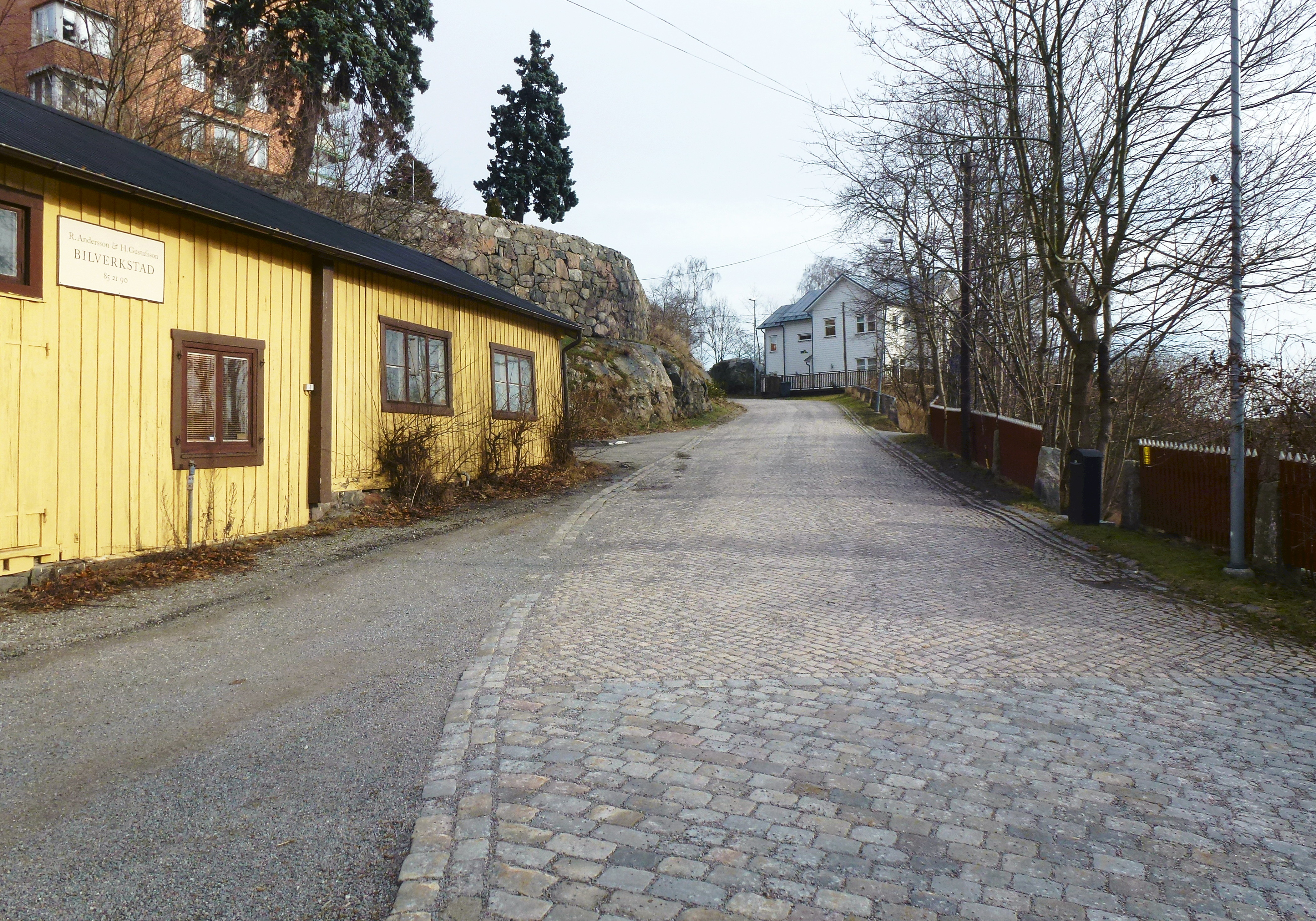
F.d. Stocksunds krog och landsvägen